# Olympique Gymnaste Club de Nice Côte d'Azur 2012-2013
Questa voce raccoglie le informazioni riguardanti l'Olympique Gymnaste Club de Nice nelle competizioni ufficiali della stagione 2012-2013.

## Maglie e sponsor
Lo sponsor ufficiale per la stagione 2012-2013 è Mutuelles du Soleil.
| Manica sinistra · Manica sinistra · Maglietta · Maglietta · Manica destra · Manica destra · Pantaloncini · Calzettoni | Manica sinistra · Manica sinistra · Maglietta · Maglietta · Manica destra · Manica destra · Pantaloncini · Calzettoni |  |

## Rosa
| N. |                      | Ruolo | Calciatore             |
| -- | -------------------- | ----- | ---------------------- |
| 1  | Colombia (bandiera)  | P     | David Ospina           |
| 2  | Argentina (bandiera) | D     | Renato Civelli         |
| 3  | Francia (bandiera)   | D     | Timothée Kolodziejczak |
| 4  | Serbia (bandiera)    | D     | Nemanja Pejčinović     |
| 5  | Senegal (bandiera)   | D     | Kévin Gomis            |
| 6  | Francia (bandiera)   | C     | Didier Digard          |
| 7  | Francia (bandiera)   | C     | Fabrice Abriel         |
| 8  | Mali (bandiera)      | C     | Mahamane Traoré        |
| 9  | Francia (bandiera)   | A     | Xavier Pentecôte       |
| 10 | Francia (bandiera)   | C     | Camel Meriem           |
| 11 | Francia (bandiera)   | A     | Eric Bauthéac          |
| 12 | Argentina (bandiera) | A     | Darío Cvitanich        |
| 13 | Francia (bandiera)   | C     | Valentin Eysseric      |
| 14 | Francia (bandiera)   | C     | Jérémy Pied            |

| N. |                           | Ruolo | Calciatore            |
| -- | ------------------------- | ----- | --------------------- |
| 16 | Perù (bandiera)           | P     | Raúl Fernández        |
| 17 | Francia (bandiera)        | C     | Kévin Anin            |
| 18 | Francia (bandiera)        | A     | Neal Maupay           |
| 21 | Gabon (bandiera)          | C     | Lloyd Palun           |
| 22 | Francia (bandiera)        | D     | Julien Berthomier     |
| 23 | Francia (bandiera)        | A     | Alexy Bosetti         |
| 24 | Senegal (bandiera)        | D     | Moussa M'Bow          |
| 25 | Haiti (bandiera)          | D     | Romain Genevois       |
| 26 | Francia (bandiera)        | D     | Diacko Fofana         |
| 27 | Francia (bandiera)        | C     | Cyril Hennion         |
| 28 | Francia (bandiera)        | C     | Fabien Dao Castellana |
| 29 | Costa d'Avorio (bandiera) | A     | Stéphane Bahoken      |
| 30 | Francia (bandiera)        | P     | Joris Delle           |
| 40 | Francia (bandiera)        | P     | Mouez Hassen          |